# دریاچه عسل

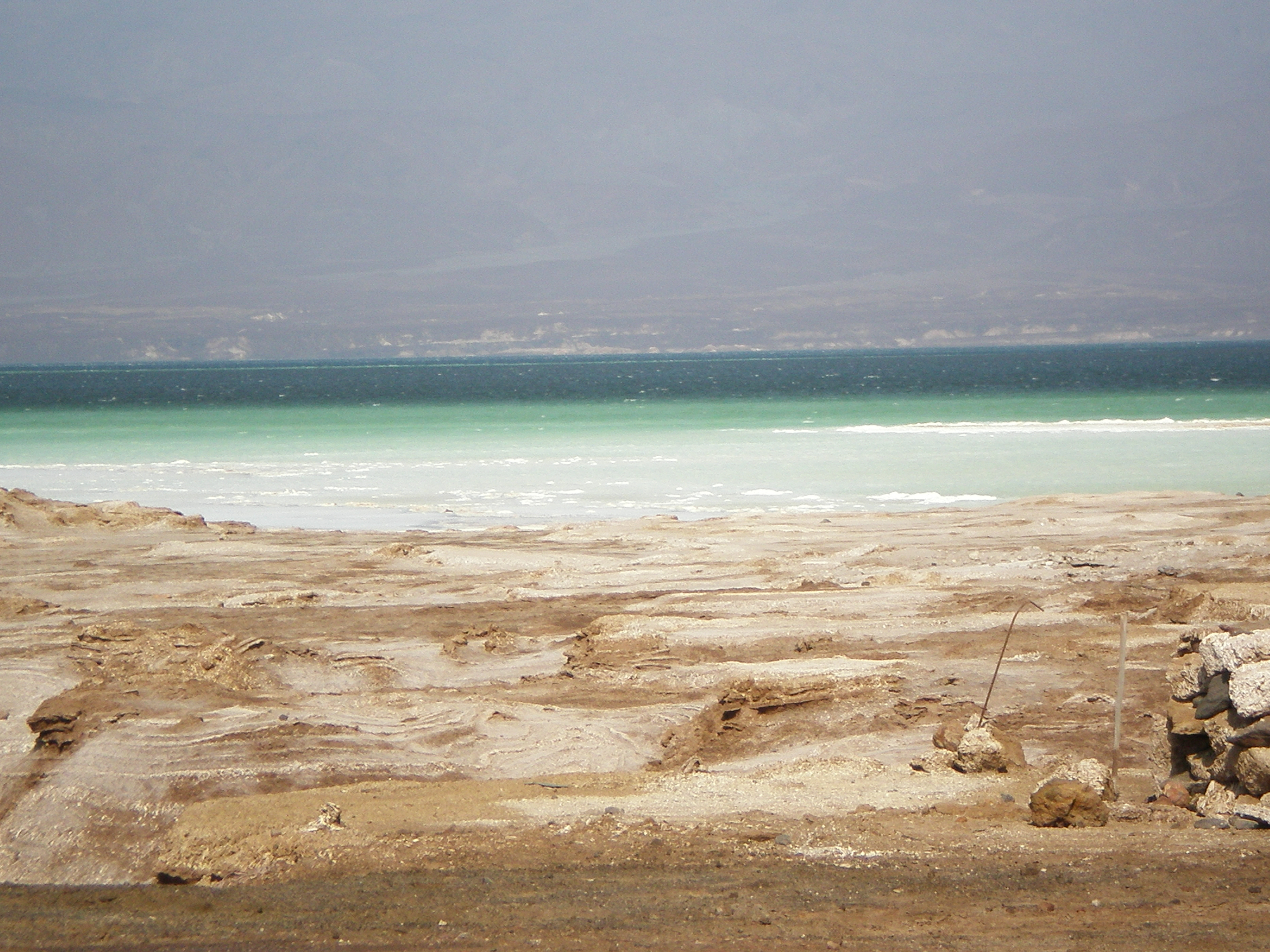
دریاچه عسل

دریاچه عسل (عربی: بحيرة عسل) یک دریاچه آتشفشانی در غرب میانه جیبوتی است که در انتهای غربی خلیج تاجوره واقع در منطقه تاجوره و در مجاورت منطقه دخیل در بالادست دره کافتی بزرگ آفریقا و ۱۲۰ کیلومتری غرب شهر جیبوتی قرار دارد. دریاچه عسل یک دریاچه زیاده‌شور است که ارتفاع آن ۱۵۵ متر پایین‌تر از سطح آب‌های آزاد است و پست‌ترین نقطه آفریقا و سومین نقطه پست زمین پس از دریاچه طبریه و دریای مرده به‌شمار می‌رود. هیچ جریان آب خروجی از این دریاچه وجود ندارد و به دلیل تبخیر بالا، شوری آب دریاچه ۱۰ برابر بیشتر از شوری آب دریاهاست که این دریاچه را پس از آبگیر دون خوان به شورترین آب دنیا تبدیل کرده‌است.
دریاچه عسل بزرگ‌ترین ذخیره‌گاه نمک در دنیاست و به عنوان یک میراث و ثروت ملی به‌شمار رفته و در یک منطقه محافظت‌شده قرار دارد.